# Linthal (Francja)
Linthal – miejscowość i gmina we Francji, w regionie Grand Est, w departamencie Górny Ren.
Według danych na rok 1990 gminę zamieszkiwały 512 osoby, 25 os./km².